# Baal-Eser II
Baal-Eser II (r. 910–905 a.C.), também conhecido como Balbazer II e Ba'l-mazer II, era rei de Tiro, filho de Etbaal e irmão de Jezabel.
As informações primárias relacionadas com Baal-Eser II provêm da citação de Josefo do escritor fenício Menandro de Éfeso: "Itobalo, o sacerdote de Astarte [...] foi sucedido por seu filho Badezor (Baal-Eser), que viveu 45 anos e reinou por seis anos, ele foi sucedido por Mategeno (Matã I) seu filho." (ver lista dos reis de Tiro)

## Reinado
Baal-Eser reinou no auge da influência tiriana no Levante. Durante seu reinado, sua irmã foi a rainha de Israel e sua sobrinha reinou como rainha por um período em Judá, criando uma zona de influência tiriana incomparável em qualquer período de sua história.
Tiro não é mencionada como uma oponente de Salmanaser III na Batalha de Carcar em 853 a.C., mas doze anos mais tarde, em 841, o filho de Itobaal (Etbaal), Baal-Eser II (Ba'l-mazzer), deu o tributo ao monarca assírio, no décimo oitavo ano de reinado deste último (841 a.C.). Jeú de Israel pagou tributo ao mesmo tempo, como mostrado no Obelisco Negro.